# Nabój .50 AE
.50 Action Express (.50 AE) – nabój pistoletowy skonstruowany przez Evana Whildina w 1988 roku. Nabój przeznaczony jest do strzelania tarczowego i polowań. Średnica dna łuski naboju .50 AE jest identyczna jak naboju .44 Magnum. Jako pierwsza produkcję amunicji .50 AE uruchomiła firma Samson należąca do koncernu IMI. Pierwszym pistoletem zasilanym tym nabojem był Desert Storm, odmiana pistoletu Desert Eagle kalibru .50.
Nabój .50 AE używany jest do zasilania pistoletów:
- Desert Eagle .50 AE
- AMT AutoMag V
- LAR Grizzly
- Magnum Research BFR
- AMT AutoMag I